# Čachrov
Čachrov är en köping i Tjeckien.   Den ligger i regionen Plzeň, i den västra delen av landet, 120 km sydväst om huvudstaden Prag. Čachrov ligger 715 meter över havet och antalet invånare är 541.
Terrängen runt Čachrov är huvudsakligen kuperad, men åt nordost är den platt. Terrängen runt Čachrov sluttar norrut. Runt Čachrov är det ganska glesbefolkat, med 23 invånare per kvadratkilometer. Närmaste större samhälle är Klatovy, 14,5 km norr om Čachrov. I omgivningarna runt Čachrov växer i huvudsak blandskog.